# Franciszek Jan Bieliński
Franciszek Jan (Jan Franciszek) Bieliński herbu Junosza (ur. prawdopodobnie w 1630, zm. 3 maja 1685 w Warszawie) – wojewoda malborski, marszałek sejmu konwokacyjnego w Warszawie w 1674 roku, starosta rypiński, mławski, osiecki w 1674 roku, starosta malborski, starosta kiszporski w latach 1681–1685, rotmistrz.
Syn Adama (zm. 1664), starosty mławskiego, stolnika i podkomorzego zakroczymskiego i Zofii Cieklińskiej. Poślubił Annę von Akierstoff. Ojciec Kazimierza Ludwika, marszałka wielkiego koronnego.
Był rotmistrzem rajtarów królewskich, pułkownikiem gwardii królewskiej od 1661, podczaszym płockim od 1659, podkomorzym płockim 1661, miecznikiem koronnym 1667, ekonomem malborskim 1667. Marszałek Trybunału Głównego Koronnego w 1679 roku. W latach (1681–1685) pełnił urząd wojewody malborskiego.
Poseł sejmiku raciąskiego na sejm 1664/1665, 1665 roku. Poseł sejmiku generalnego pruskiego na sejm 1667, sejm nadzwyczajny 1668 roku, sejm abdykacyjny 1668 roku. Poseł sejmiku raciąskiego województwa płockiego na sejm wiosenny 1666 roku. Poseł województwa malborskiego na sejm jesienny 1666 roku. Poseł na sejm konwokacyjny 1668 roku z województwa malborskiego. Był członkiem konfederacji generalnej zawiązanej 5 listopada 1668 roku na tym sejmie. Był członkiem konfederacji generalnej zawiązanej 15 stycznia 1674 roku na sejmie konwokacyjnym. Poseł sejmiku czerskiego ziemi czerskiej województw mazowieckiego na sejm koronacyjny 1676 roku. Poseł sejmiku czerskiego na sejm 1677 roku. Poseł na sejm 1681 roku